# Zamia
Zamia är ett släkte av kärlväxter. Zamia ingår i familjen Zamiaceae.

## Bildgalleri

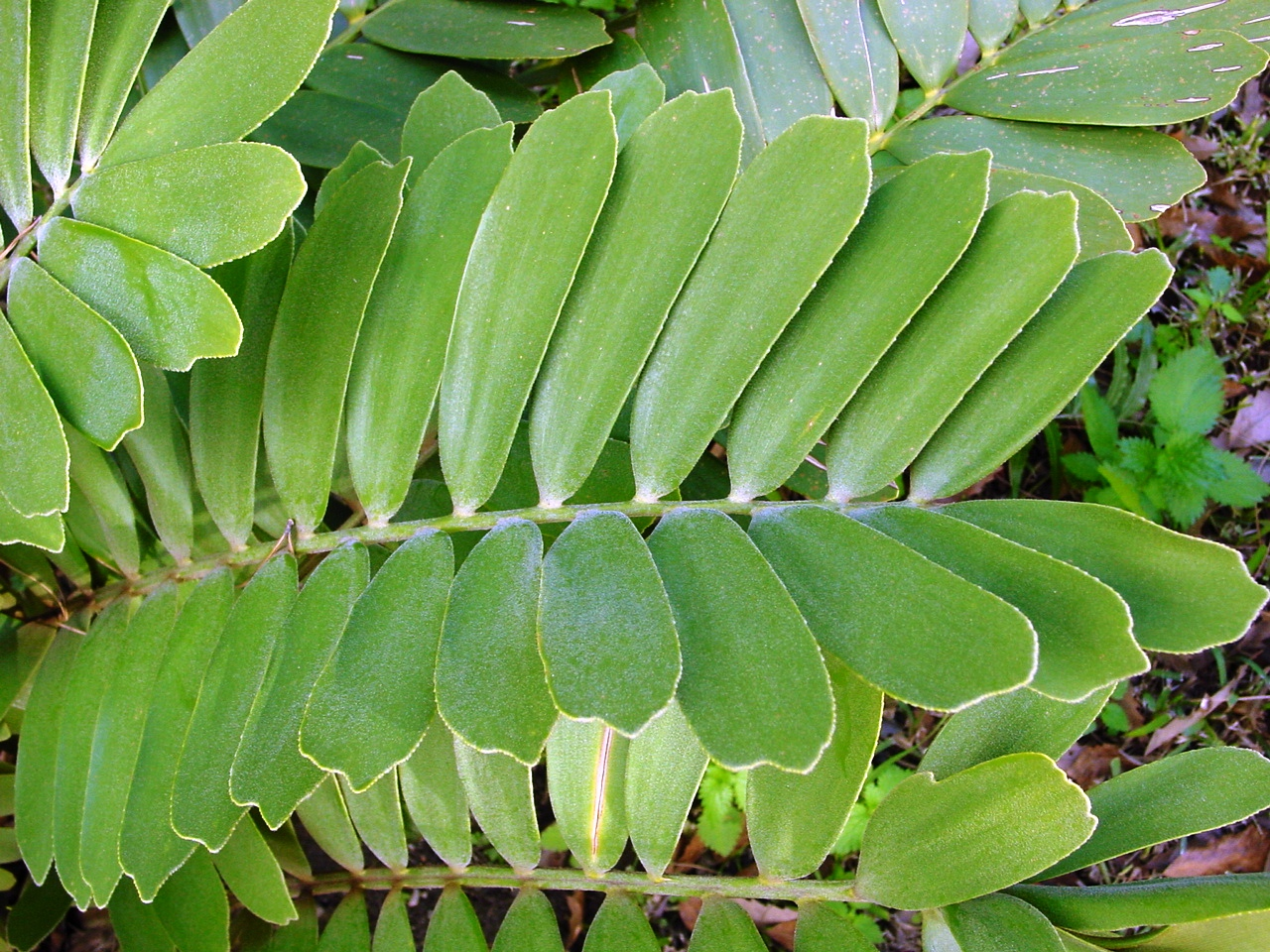

## Dottertaxa tillZamia, i alfabetisk ordning[1]
- Zamia acuminata
- Zamia amazonum
- Zamia amblyphyllidia
- Zamia amplifolia
- Zamia angustifolia
- Zamia boliviana
- Zamia chigua
- Zamia cremnophila
- Zamia cunaria
- Zamia disodon
- Zamia dressleri
- Zamia encephalartoides
- Zamia fairchildiana
- Zamia fischeri
- Zamia furfuracea
- Zamia gentryi
- Zamia herrerae
- Zamia hymenophyllidia
- Zamia inermis
- Zamia integrifolia
- Zamia ipetiensis
- Zamia lacandona
- Zamia lecointei
- Zamia loddigesii
- Zamia macrochiera
- Zamia manicata
- Zamia melanorrhachis
- Zamia montana
- Zamia monticola
- Zamia muricata
- Zamia neurophyllidia
- Zamia obliqua
- Zamia oligodonta
- Zamia paucijuga
- Zamia poeppigiana
- Zamia polymorpha
- Zamia portoricensis
- Zamia prasina
- Zamia pseudomonticola
- Zamia pseudoparasitica
- Zamia pumila
- Zamia purpurea
- Zamia pygmaea
- Zamia roezlii
- Zamia skinneri
- Zamia soconuscensis
- Zamia spartea
- Zamia standleyi
- Zamia tuerckheimii
- Zamia ulei
- Zamia urep
- Zamia wallisii
- Zamia variegata
- Zamia vazquezii
- Zamia verschaffeltii